# 阿歷士·洛里高·迪亞士·達哥斯達
阿歷士·洛里高·迪亞士·達哥斯達（葡萄牙語：Alex Rodrigo Dias da Costa，巴西葡萄牙语發音：[aˈlɛks ʁoˈdɾiɡu ˈdʒias dɐ ˈkɔstɐ]；1982年6月17日—），一般稱作阿歷士（Alex）或阿歷士·洛里高，退役巴西職業足球員，司職後衛。他在加盟車路士不久被外借至荷甲的PSV燕豪芬，至2007年才正式出現在車路士正式名單中。

## 生平

### 球會
阿歷斯是在巴西聯賽強隊山度士展開其足球生涯，2002年已升上一隊。至2004年他獲得當時銳意在英超上位的新興勢力車路士垂青，但由於受到外援工作證所限，在剛加盟車路士不久，就被外借到荷蘭勁旅PSV燕豪芬。

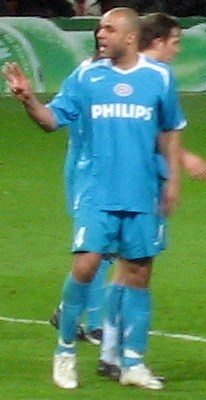
效力PSV燕豪芬時代

阿歷斯在PSV燕豪芬效力了三年。在效力第一年(2004-05年球季)，他協助了該荷蘭勁旅贏得荷甲和荷蘭盃雙料冠軍。當屆球隊正參加歐冠盃，阿歷斯協助過PSV燕豪芬淘汰兩支法甲前列分子摩納哥和里昂，惟在半準決賽不敵意甲大球會AC米蘭。至2005-06年球季，阿歷斯也順利協助PSV燕豪芬成功衛冕荷甲聯賽冠軍。
原先車路士是外借阿歷斯給PSV燕豪芬兩年，惟最後車路士仍延長外借合約至2007年。換言之阿歷斯仍繼續留在PSV燕豪芬一年。這年阿歷斯也順利協助PSV燕豪芬贏得荷甲聯賽冠軍。同時他在歐冠盃十六強時取得入球，淘汰了英超的阿仙奴晉級八強。不過及後他因為受傷，未能在八強賽中上陣，而球隊最終以總比數0-4大敗於英超老牌勁旅利物浦。
至2007年夏季，由於車路士受到球員傷患問題困擾，加以外援工作證已經辦妥，阿歷斯終於正式以一歐元象徵式轉會費加盟車路士。他第一場上陣的比賽，乃2007年8月19日聯賽對著利物浦的比賽中後備上場。
阿歷斯一直效力車路士至2012年。2012年1月27日，阿歷斯加盟巴黎圣日耳曼。

### 國際賽
阿歷斯早於2003年已被巴西國家隊徵召出戰國際賽。首場乃2003年8月17日對陣墨西哥。他未有出戰2006年世界盃，至新任教練鄧加一上台，阿歷斯乃得隨國家隊出戰2007年美洲國家盃，繼而贏得冠軍。

## 榮譽

### 球會
山度士
- 巴西甲組足球聯賽：2002年

PSV燕豪芬
- 荷蘭足球甲級聯賽：2004-05、2005-06、2006-07
- 荷蘭盃：2005年

車路士
- 英格蘭超級聯賽：2009/10年
- 足總盃：2009年、2010年
- 英格蘭社區盾：2009年
- 巴克莱英超亚洲杯：2011年

#### 國家隊
巴西
- 美洲國家盃：2007年

## 外部連結
- 足球数据库：阿歷士的球员统计数据